# Renault Rodeo
De Renault Rodéo is een cabriolet die tussen 1970 en 1987 door ACL geproduceerd werd voor Renault. Oorspronkelijk was de naam van het model ACL Rodéo maar in juli 1976 veranderde naam in Renault Rodéo. De auto werd standaard voorwielaangedreven geproduceerd, vierwielaandrijving was echter ook een optie. In totaal zijn er drie generaties van het model Rodeo verschenen.

## Rodéo 4 (1970-1981)
De oorspronkelijke Rodéo 4 werd  tussen oktober 1970 en augustus 1981 door ACL gebouwd. Hij was gebaseerd op de bestelwagenuitvoering van de Renault 4 en werd door een 845 cm³-motor aangedreven.

## Rodéo 6 (1972-1981)
Vanaf het najaar van 1972 werd ook een Rodéo 6 aangeboden, die zich door een aangepaste carrosserie en de grotere motor van de Rodéo 4 onderscheidde. Hij had de 1108 cm³-motor van de Renault 6. Vanaf oktober 1980 werd een verbeterde 1289 cm³-motor uit de Renault 12 ingebouwd, die in de Rodéo 32,5 kW (45 pk) bereikte. Gebruikt werd de bodemplaat van de R6, de carrosserie is van fiberglas.

## Rodéo (1981-1987)
Vanaf september 1981 werd alleen nog de Rodéo aangeboden, die ook als Rodéo 5 aangeduid werd omdat hij meer componenten met de Renault 5 deelde. Hij had een 1289 cm³-motor en werd als voorheen geproduceerd bij Teilhol, sinds 1978 de naam van ACL.

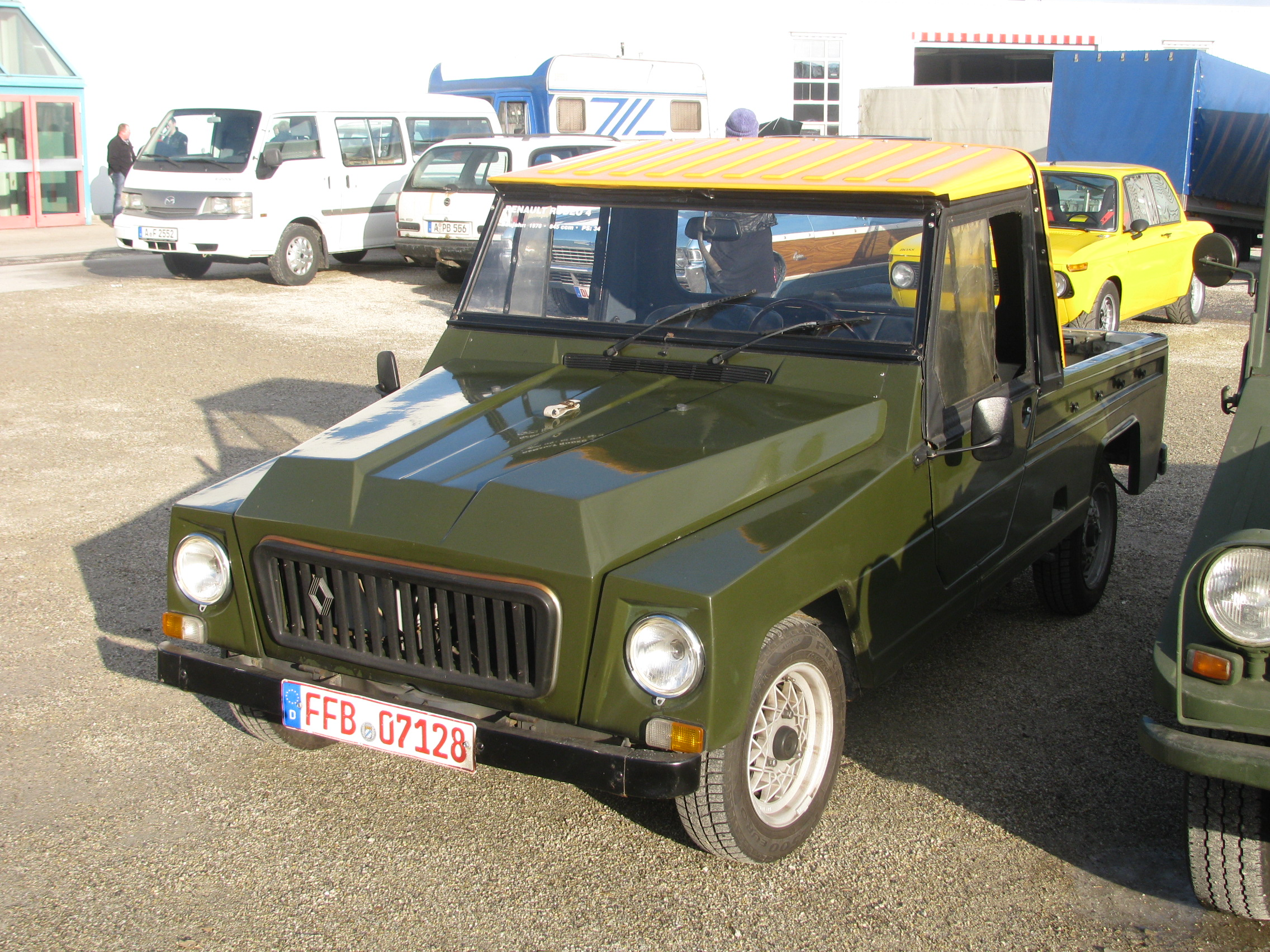
Renault Rodéo 4
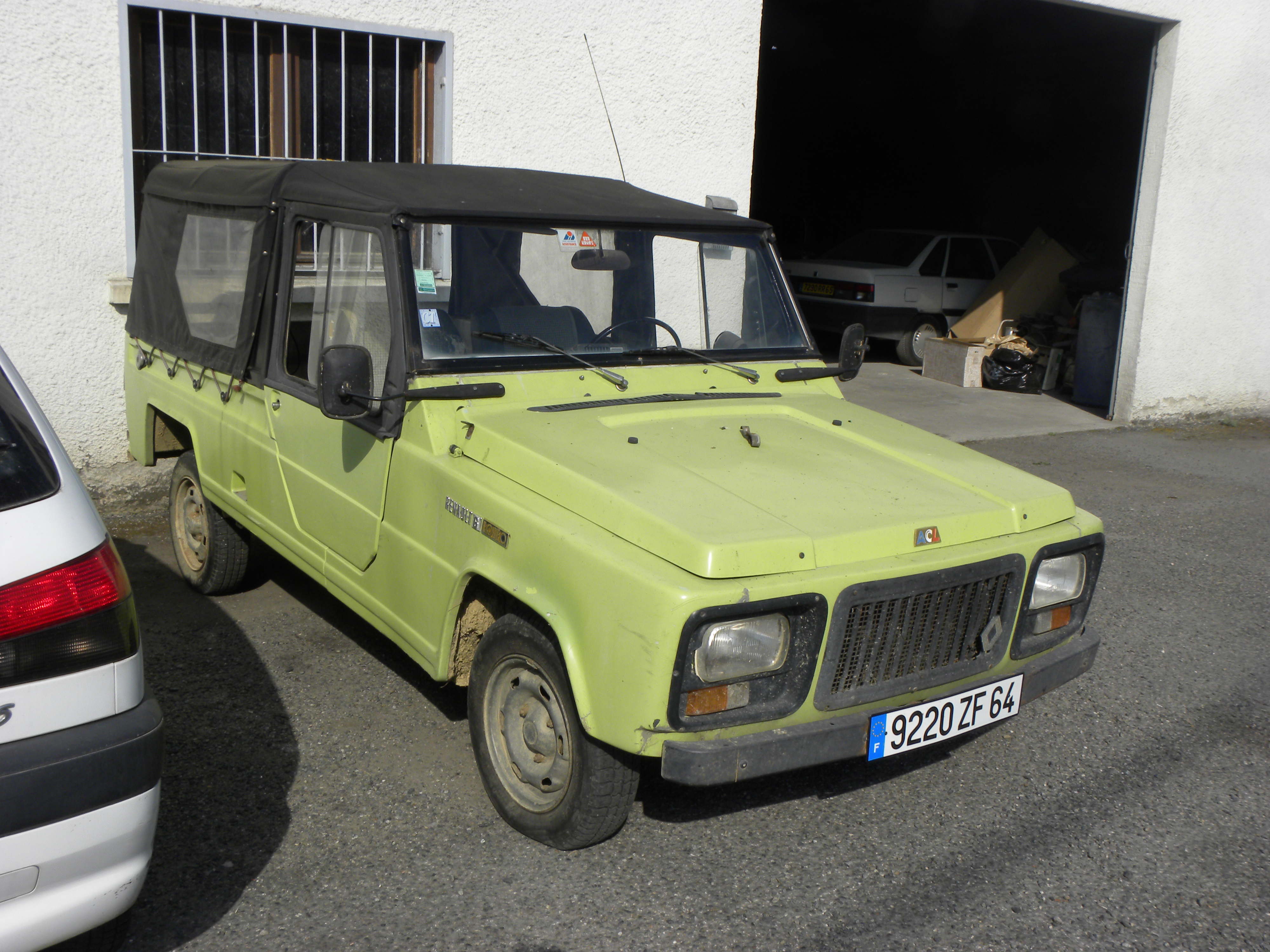
Renault Rodéo 6
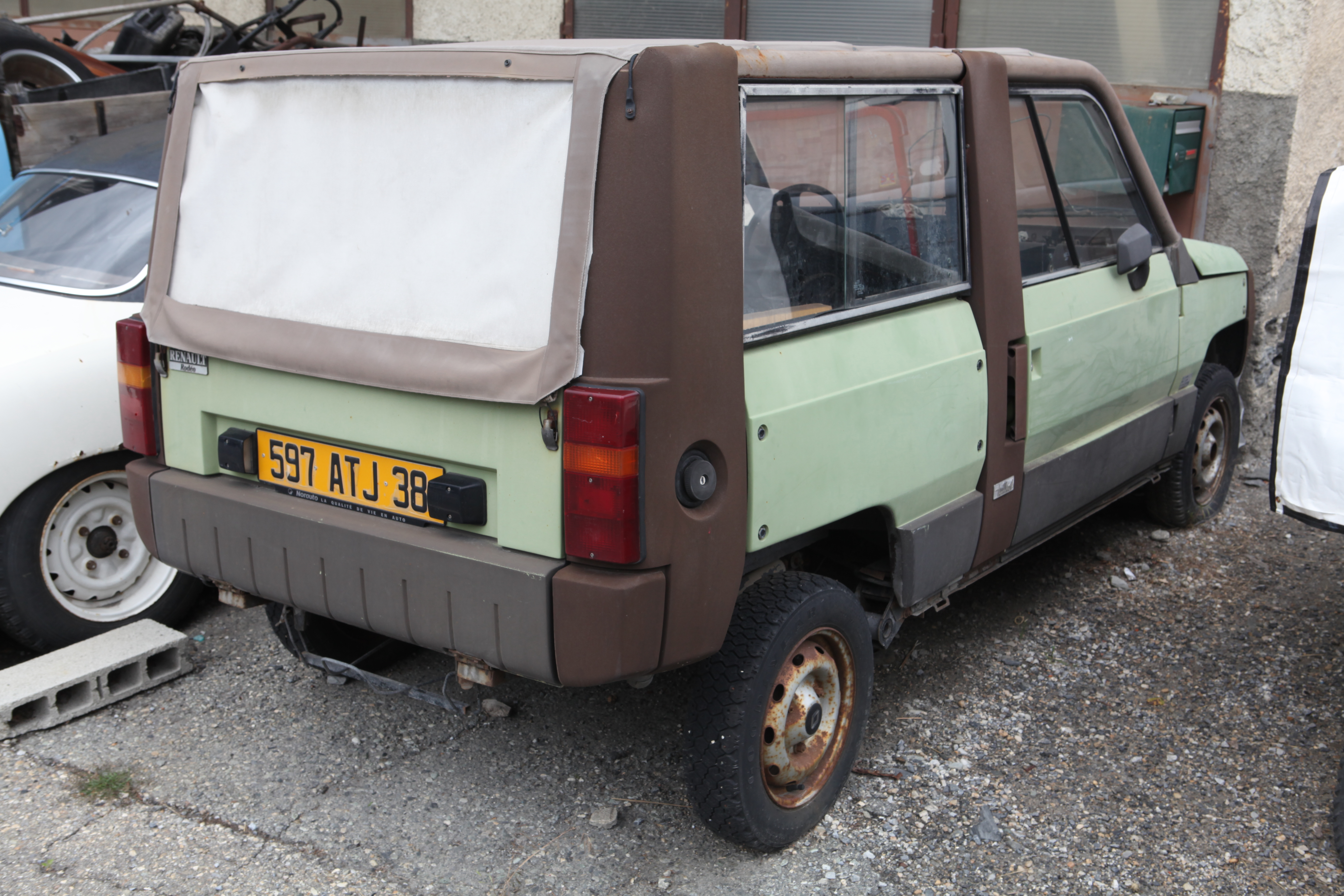
Renault Rodéo

De auto werd op de markt gezet als concurrent van de Citroën Méhari, maar in tegenstelling tot deze auto werd de Rodéo niet veel geëxporteerd. De modelserie werd in mei 1987 zonder opvolger gestaakt.

## Specificaties
- Productie aantal 1970-1987: 60,000
- Motor: 4 cilinder: 845cc, 34 pk; 1108cc, 47 pk; 1289cc, 45 pk
- gewicht 645 kg

In productie:
5 E-Tech · 
Arkana · 
Austral · 
Captur · 
Clio · 
Espace · 
Kadjar · 
Kangoo · 
Koleos · 
Master · 
Mégane · 
Mégane E-Tech · 
Rafale · 
Scenic E-Tech · 
Symbioz · 
Symbol · 
Trafic · 
Twingo · 
Twingo Electric · 
Zoe

Uit productie:
3 · 
4 · 
5 · 
6 · 
7 · 
8 · 
9 · 
10 · 
11 · 
12 · 
14 · 
15 · 
16 · 
17 · 
18 · 
19 · 
20 · 
21 · 
25 · 
30 · 
2CV · 
4CV · 
Avantime · 
Caravelle · 
Dauphine · 
Domaine · 
Estafette ·
Express · 
Floride · 
Fluence ·
Frégate · 
Fuego · 
Juvaquatre ·
Laguna · 
Latitude · 
Modus · 
Nervastella · 
Novaquatre · 
Ondine · 
Prairie · 
Primaquatre · 
Rodeo · 
Safrane · 
Savanne · 
Scénic · 
Spider · 
Talisman · 
Thalia · 
Twizy · 
Vel Satis · 
Vivasport · 
Vivastella · 
Wind